# Yonah ben Abraham Gerondi
Yonah ben Abraham Gerondi (in ebraico יונה גירונדי‎?, noto anche come Rabbenu Yonah (רבנו יונה) e Yonah da Gerona; Gerona, ... – Toledo, 1263) è stato un rabbino e filosofo spagnolo, moralista ebreo catalano, cugino del famoso Nahmanide.

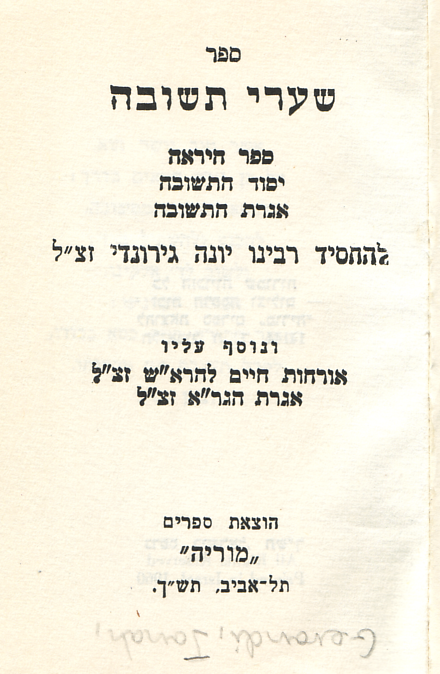
Frontespizio di un'edizione del 1960 del Shaarei Teshuvah

È noto in particolare per la sua opera di etica Shaarei Teshuvah ("Le Porte del Pentimento", in ebraico שערי תשובה‎?).